# Catherine Miquel
Catherine Miquel est une artiste et grimpeuse française. Elle est notamment connue pour ses premières réalisations féminines dans le plus haut niveau mondial d'escalade de bloc.
En 1998, elle est la première femme réalisant un bloc de niveau 8A, en 2002 elle réalise le premier bloc féminin 8B[réf. nécessaire].